# دوري تونغا لكرة القدم 2005
دوري تونغا لكرة القدم 2005 هو موسم من دوري تونغا لكرة القدم. فاز فيه Lotohaʻapai United ‏.